# Nomoli

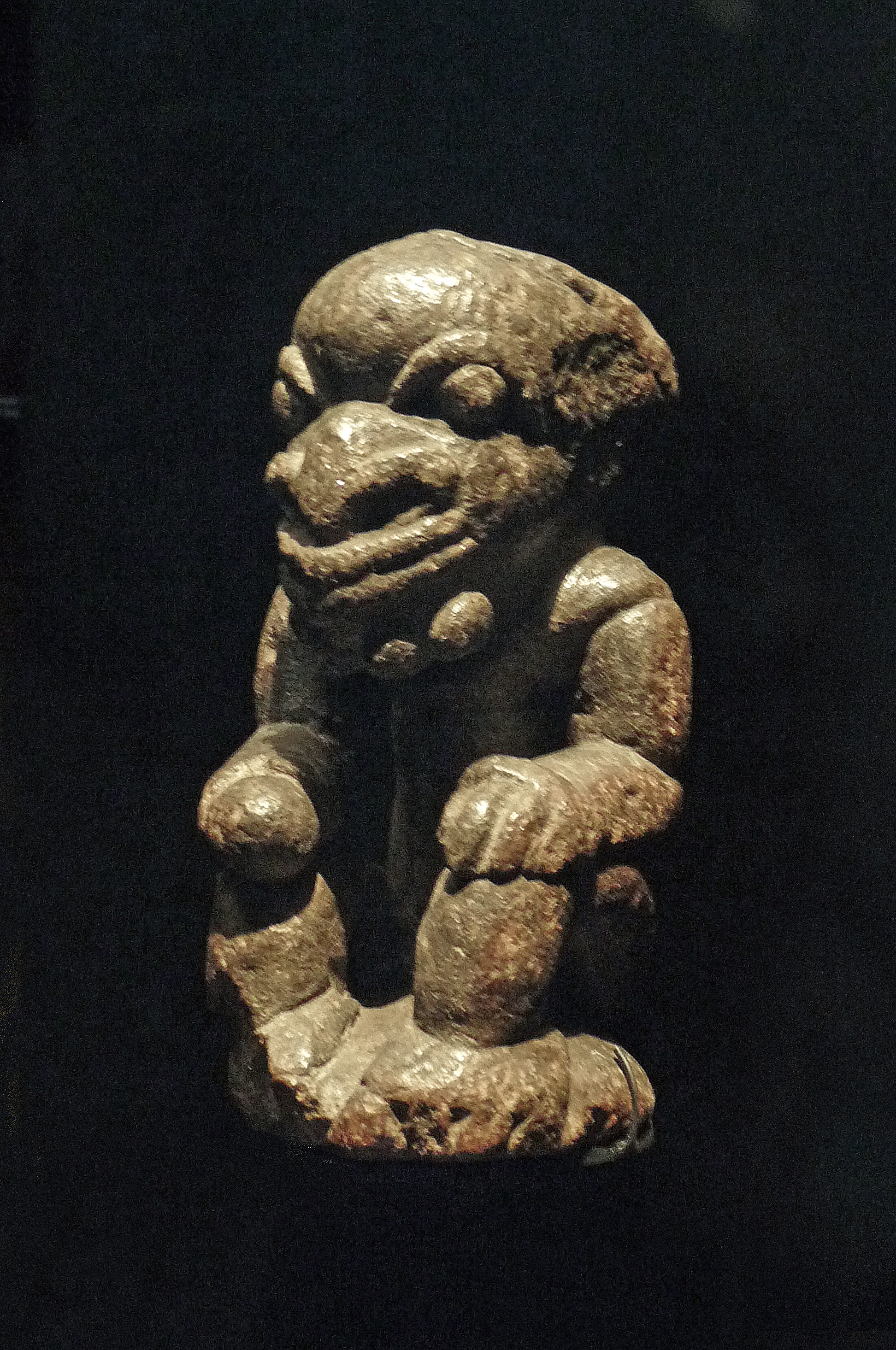
statuetta Nomoli

I Nomoli sono statuette lavorate originarie della Sierra Leone e della Liberia. Le statuette erano realizzate principalmente in pietra ollare, arenaria, pietra calcarea o granito.

## Storia
Le nomoli sono tra le prime opere d'arte della Sierra Leone dove collocavano queste piccole statue vicino alle loro case e nei campi coltivati come forma di protezione, nella convinzione che le statuette donino loro buona salute e buoni raccolti. Le figure furono probabilmente realizzate dai Mende. Figure di pietra simili erano state notate già nel 1400 dagli esploratori portoghesi mentre navigavano lungo la costa occidentale dell'Africa. Nel 1850 un missionario americano George Thompson ha fornito la prima descrizione ufficiale di queste statue in occidente. Nel 1990 il geologo Angelo Pitoni ritrovò in Sierra Leone, presso il distretto di Kono, alcune statuette.

## Descrizione
Le statuette nomoli sono spesso scolpite in posizione accovacciata con un piccolo oggetto in mano. Le loro teste sono di forma oblunga.